# ダルマ (ジャイナ教)
ダルマ（サンスクリット語: धर्म, dharma）あるいはダンマ（プラークリット: धम्म, dhamma）という言葉に対して、ジャイナ教の文献では様々な意味があてがわれている。ジャイナ教がその信者によって「ジャイナ・ダルマ」と呼ばれており、ダルマはしばしば「教え」あるいは「法」と翻訳される。 
ジャイナ教ではダルマという言葉は以下の意味を含む:
1. 物事の真の本性
2. 認識、知識、行為の正しさ
3. 忍耐などの十の戒律。十種のダルマとも呼ばれる
4. アヒンサー - 生きとし生けるすべての物を保護すること
5. 二つの道 - 出家者と在家信者
6. ドラヴィヤ（実体）としてのダルマ（運動の原理）

## 事物の本性
ジャイナ教によれば、世界とその構成要素は創造されたものではなく、無限の過去から存在し永遠に未来に存続していく。そういった構成要素は自然法則や自身の本性に則って運動し、外的存在の干渉は受けない。ダルマ、つまり真の信仰は、ジャイナ教によれば、「ヴァットゥ・サハヴォー・ダンモー」（物体の生来の本質がその物体の真のダルマだ）ということである。『カールティケーヤーヌプレクサー』（478年）ではこう説明している:  「ダルマとは実に事物の真の本性に他ならない。火の本性が燃えることであり、水の本性が冷却効果をもたらすことであるのと全く同様に、魂の本質的性質は自己実現と精神的高揚を追求することである。」

## サムヤクトヴァ（認識、知識、行為の正しさ）
ジャイナ教によれば、「三宝」（ratnatraya、ラトナトラヤ）と呼ばれる、「正しい認識」(samyak darśana、サムヤク・ダルシャナ)、「正しい知識」(samyak jñāna、サムヤク・ジュニャーナ)、「正しい行為」(samyak caritra、サムヤク・チャリトラ)が真のダルマを構成する。ウマースヴァーティーによれば、正しい認識、正しい知識、正しい行為が「解脱への道」（mokṣa mārga）を構成するという。
「正しい認識」は宇宙に存在する全ての物体の真の本性に対する理性的な確信である。「正しい知識」は実在物に関する知識、タットヴァ（真実）を知っていることである。これは多元論（アネーカーンタヴァーダ）と、相対主義（シャードヴァーダ）という二つの原理と合併される。正しい知識は三つの主な難、つまり疑い、惑わし、非決定性から逃れていなければならない。「正しい行為」は命（ジーヴァ、魂)を持つ生きたものの生来の振る舞いである。これは後述するような禁欲行為から成り、正しい行為と戒律の順守、用心深さと自己抑制から成る。

## 十の戒律としてのダルマ
以下の十の美徳が真のダルマを構成する。
1. この上ない忍耐 (uttama kṣamā)
2. この上ない柔和さ (uttama mārdava)
3. この上ないまっすぐさ (uttama ārjava)
4. この上ない清浄 (uttama śauca) - 考えが清らかであり、欲から離れている[6]
5. この上ない真実語 (uttama satya)
6. この上ない自制 (uttama saṃyama)
7. この上ない苦行 (uttama tapas)
8. この上ない放棄 (uttama tyāga)
9. この上ない無所有 (uttama ākiñcanya)
10. この上ない禁欲 (uttama brahmacarya)

## アヒンサーとしてのダルマ
ジャイナ教の経典によれば、アヒンサー（不害、非暴力）は最高の法であり、アヒンサーの法に比肩する法はないという。

## 苦行と在家の二つの道
ダルマは「在家信者の道」（シュラーヴァカ・ダルマ）と「出家者の道」（シュラマナ・ダルマ）の二つからなる。「在家信者の道」は高潔な世帯主が歩める宗教的な道で、布施と信仰が第一の義務となる。世帯主のダルマは十二の戒律、つまり五つのより小さな戒律と七つの懲戒的な戒律、の順守から成る。
「出家者の道」は高潔な出家信者の宗教的な道で、経典の研究と瞑想が第一の義務となる。僧侶のダルマは五つの「マハーヴラータ」つまりより大きい戒律から成る。彼らは正しい信念、正しい知識、正しい行為を授かり、完全な自己抑制と苦行に携わる。

## ダルマ・タットヴァとダルマースティカーヤ
ダルマ（法）は宇宙を構成する六つの実体の一つである。六つの実体とは、ダルマタットヴァ（運動の媒体)、アダルマタットヴァ（静止の媒体)、虚空（アーカーシャ、空間)、時（カーラ、時間)、物質(プドガラ)、霊魂（ジーヴァ)である。実体としてのダルマタットヴァは宇宙全体に延長・拡散しているため、ダルマースティカーヤとしても知られている。これは物質や霊魂が運動するのを助けている。それ自体は運動しないが運動の媒体として働くのである。アダルマタットヴァはダルマタットヴァの対立物であり、アダルマタットヴァは霊魂や物質といった実体が静止するのを助ける。